# LGA 1567
LGA 1567 також відомий як Socket LS — роз'єм для процесорів Intel Xeon для високопродуктивних багатопроцесорних серверів на базі процесорів Xeon 7500 та Xeon 6500 (кодові назви Nehalem та Beckton). Був розроблений компанією Intel у 2010 році, як наступник для Socket 604. Має 1567 контакти, для встановлення процесорів з контактними поверхнями. Для встановлення та фіксації використовується ZIF.   
В наступних поколіннях серверів роз'єм для процесорів був замінений LGA 2011 (Socket R).

## Intel Xeon (Nehalem-EX)
Корпорація Intel продемонструвала особливості та переваги нового процесора сімейства Intel Xeon під кодовою назвою Nehalem-EX. Новий чіп стане основою інтелектуальних серверних платформ, що розширюються, з високою продуктивністю.
Процесор Nehalem-EX міститиме до 8 обчислювальних ядер, підтримуючи обробку до 16 потоків одночасно. Об'єм кеш-пам'яті становитиме 24 МБ. Новий чіп забезпечить значно вищу продуктивність порівняно з процесорами з попереднього покоління. Масове виробництво розпочнеться до кінця поточного року.
У Nehalem-EX реалізовано нові засоби підвищення надійності та полегшення технічного обслуговування. Процесор успадкував деякі функції, які мали чіпи Intel Itanium, наприклад, Machine Check Architecture (MCA) Recovery. Завдяки більш високій продуктивності, обидва сімейства процесорів полегшують перехід з більш дорогих блейд-систем, що базуються на процесорах з RISC-архітектурою, найекономніші.
Новий чіп ідеально підходить для об'єднання серверних ресурсів, віртуалізації, запуску додатків з інтенсивною обробкою даних та проведення наукових досліджень. Nehalem-EX здатний забезпечити у 9 разів вищу швидкість роботи оперативної пам'яті порівняно з Intel Xeon 7400 попереднього покоління. Тепер на один процесорний сокет може припадати до 16 слотів з оперативною пам'яттю - удвічі більше, ніж раніше. Процесори Nehalem-EX мають чотири широкосмугові шини QuickPath, що забезпечує чудову розширюваність і дозволяє будувати системи з кількома процесорними сокетами, здатними обробляти одночасно до 128 процесів без використання додаткових пристроїв.
Intel пропонує повний набір серверних рішень: процесори Intel Xeon 5500 забезпечують безпрецедентну продуктивність, енергоефективність та гнучкість під час вирішення завдань. Nehalem-EX розширює можливості масштабування, втілені в Intel Xeon 7400. У порівнянні з цією моделлю процесора новий чіп пропонує ще більш високу гнучкість та покращений показник доступності та обслуговуваності (RAS) для додатків з інтенсивної обробки даних та консолідації серверних ресурсів.

#### Узагальнюємо особливості Nehalem-EX:[4]
- Архітектура Nehalem побудована на базі 45-нм технологічного процесу Intel із використанням транзисторів hi-k;
- Нові процесори містять до 8 ядер;
- Завдяки технології Intel Hyper-threading може одночасно оброблятися до 16 потоків;
- Розширюваність до 8 сокетів за допомогою Quick Path Interconnect (чотири канали, висока пропускна здатність);
- 24 Мбайт загального кешу;
- Контролер пам'яті, інтегрований на чипі;
- технологія автоматичного розгону Intel Turbo Boost;
- Буфер пам'яті, що розширюються, і канали пам'яті;
- Пропускна здатність у 9 разів вища порівняно з рішеннями попереднього покоління;
- Підтримка до 16 слотів пам'яті однією сокет;
- Поліпшені можливості RAS, включаючи MCA Recovery;
- 2,3 млрд. транзисторів.

Завдяки новим можливостям RAS, розрахованим на великі підприємства, Nehalem-EX забезпечує зниження сумарних витрат при міграції на рішення Intel, що не базуються на архітектурі RISC. При цьому досягається вищий рівень продуктивності, знижується споживання електричної енергії. З'являється можливість гнучкого поєднання ІТ-ресурсів. Процесори Intel Itanium забезпечують продуктивність на рівні мейнфреймів для вирішення завдань критичної важливості, забезпечуючи кращу розширюваність, особливо при обчисленні кількох потоків даних одночасно. За допомогою Itanium можливе створення ще потужніших систем, ніж просто систем із вісьмома сокетами. Такі рішення ідеальні для додатків, які поводяться з великим обсягом даних.
Початок масового виробництва Nehalem-EX запланований на другу половину 2009 року.
Процесори Intel Xeon Westmere EX  

## Сумісні процесори
Процесори Intel Xeon Nehalem-EX:
- Xeon E6510
- Xeon E7520
- Xeon E7530
- Xeon E6540
- Xeon E7540
- Xeon X7542
- Xeon L7545
- Xeon X6550
- Xeon X7550
- Xeon X7560
- Xeon L7555

Процесори Intel Xeon Westmere EX:
- Xeon E7-2803
- Xeon E7-2820
- Xeon E7-2830
- Xeon E7-2850
- Xeon E7-2860
- Xeon E7-2870
- Xeon E7-4807
- Xeon E7-4820
- Xeon E7-4830
- Xeon E7-4850
- Xeon E7-4860
- Xeon E7-4870
- Xeon E7-8830
- Xeon E7-8837
- Xeon E7-8850
- Xeon E7-8860
- Xeon E7-8867L
- Xeon E7-8870

## Технічні характеристики процесорів[7]
| Модель | Модель | Частота, (ГГц) | Кеш L3, (МБ) | Швидкість QPI, (ГП/с) | Частота DDR3, (МГц) | TDP | Ядра | Потоки | Turbo Boost |
| ------ | ------ | -------------- | ------------ | --------------------- | ------------------- | --- | ---- | ------ | ----------- |
| Xeon   | E6510  | 1.73           | 12           | 2x4.8                 | 800                 | 105 | 4    | 8      |             |
| Xeon   | E6540  | 2.00           | 18           | 2x6.4                 | 1066                | 105 | 6    | 12     |             |
| Xeon   | X6550  | 2.00           | 18           | 2x6.4                 | 1066                | 130 | 8    | 16     |             |
| Xeon   | E7520  | 1.86           | 18           | 3x4.8                 | 800                 | 95  | 4    | 8      |             |
| Xeon   | E7530  | 1.86           | 12           | 3x5.8                 | 1066                | 105 | 6    | 12     |             |
| Xeon   | E7540  | 2.00           | 18           | 4x6.4                 | 1066                | 105 | 6    | 12     |             |
| Xeon   | X7542  | 2.66           | 18           | 4x5.8                 | 1066                | 130 | 6    | 6      | 0/1/1/1     |
| Xeon   | L7545  | 1.86           | 18           | 4x5.8                 | 1066                | 95  | 6    | 12     | 0/1/3/5     |
| Xeon   | X7550  | 2.00           | 18           | 4x6.4                 | 1066                | 130 | 8    | 16     |             |
| Xeon   | L7555  | 1.86           | 24           | 4x5.8                 | 1066                | 95  | 8    | 16     | 1/2/4/5     |
| Xeon   | X7560  | 2.26           | 24           | 4x6.4                 | 1066                | 130 | 8    | 16     |             |